# شنفره
شنفره (به معنای تیزتک یا تیزرو) (به عربی: شنفره) از شاعران و جنگاوران  دوران پیش از اسلام و صدر اسلام و اهل عربستان بود. وی راهزن بود و در بازار عکاظ شعر می‌خواند.  شنفره از جمله کسانی است که در تحقیق ثابت بن ارطات درباره عایشه به وی اطلاعاتی می‌دهد.